# Renato Augusto (Fußballspieler, 1992)
Renato Augusto Santos Júnior, oder einfach Renato Augusto (* 29. Januar 1992 in Caieiras), ist ein brasilianischer Fußballspieler.

## Karriere
Renato Augusto erlernte das Fußballspielen in der Jugendmannschaft von Palmeiras São Paulo in São Paulo. Hier unterschrieb er 2012 auch seinen ersten Profivertrag. Die überwiegende Zeit wurde er ausgeliehen. Seine erste Ausleihe erfolgte nach Europa. In Portugal spielte er von August 2012 bis Juni 2013 für Moreirense FC. Der Verein aus Moreira de Cónegos spielte in der ersten Liga des Landes, der Primeira Liga. Über die brasilianischen Vereine, wo er ausgeliehen wurde, Joinville EC, AA Ponte Preta, Figueirense FC, EC Santo André und Paysandu SC wechselte er nach Vertragsende nach Asien. Hier unterschrieb er 2019 einen Vertrag beim japanischen Club Shimizu S-Pulse. Der Verein aus Shimizu spielte in der höchsten Liga des Landes, der J1 League. Am Ende der Saison 2022 musste er mit dem Verein als Tabellenvorletzter in die zweite Liga absteigen. Nach fünf Spielzeiten, in denen er 52 Ligaspiele bestritt, wechselte er im Januar 2024 nach Kōfu zum Ligakonkurrenten Ventforet Kofu.

## Erfolge
Palmeiras São Paulo
- Campeonato Brasileiro de Futebol – Série B: 2013

Paysandu SC
- Copa Verde: 2018